# 大島丸 (3代)

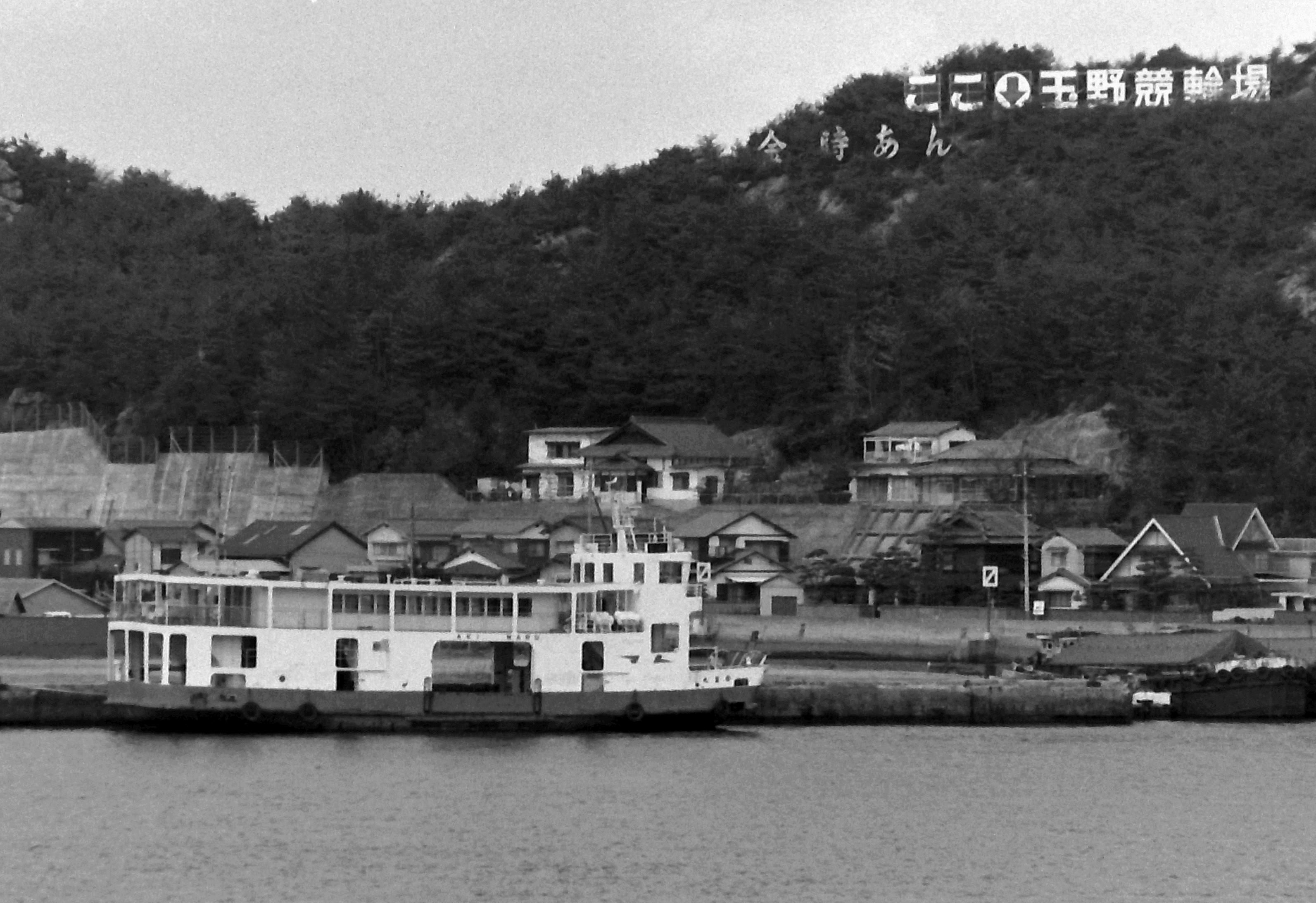
宮島航路での廃用後、宇野港に係留された安芸丸（2代目）
1988年3月15日

大島丸（おおしままる）は、日本国有鉄道（国鉄）鉄道連絡船である大島連絡船に就航していた船舶である。
大島航路に就航した大島丸は3隻あるが、本船はその3隻目である。大島丸の名称は、山口県瀬戸内海の屋代島（周防大島）に由来する。
後に宮島連絡船に転属し、安芸丸（2代目）と改称されている。

## 概略
大島航路では、自動車航送の需要が年々高くなってきたが、自動車航送を目的として建造された周防丸でも対応できなくなりつつあった。そのため、より多くの自動車を積載する船舶が求められていた。そこで本格的なカーフェリーとして新造されたのが本船である。
本船は、1970年（昭和45年）3月12日に神田造船所吉浦工場（呉市）で竣工し、同年3月20日より大島航路に就航した。自動車（全長4m未満）15台を積載する本格的なカーフェリーで、自動車は、大畠港の桟橋の設置場所の関係から、右舷の開口部より乗船するようになっていた。船室は車両甲板の上に設置され、冷房完備で乗客に好評であった。
大島丸（3代目）の就航で、大島丸（2代目）が退役した。
1976年（昭和51年）7月5日、大島大橋開通に伴い、大島航路が廃止となると、7月14日に安芸丸（2代目）に改称され、船首に車両積み込み口を新設し、宮島航路に転属した。また、仁堀連絡船の予備船としても使用された。
その後長らく宮島航路で使用されていたが、ななうら丸の就航により1987年（昭和62年）1月28日に終航。暫く係船ののち、同年売却された。

## プロフィール（新造時）
- 総トン数：267.0t
- 全長：33.6m
- 全幅：9.6m
- 定員：350名
- 自動車：15台（4m未満）
- エンジン：ディーゼルエンジン　1基　825馬力
- 推進器：可変ピッチ　1軸
- 航海速力：11.8kt

## その他
- 晩年（1975年～1976年）の大島航路は大島丸と安芸丸（初代）が就航していた。安芸丸は元大島丸（初代）である。つまり、大島丸の初代と3代目が運航していたことになる。また、初代と3代目の大島丸は同じ安芸丸に改称していることとなる。

2014年現在、フィリピンセブ島北部からバタヤン島サンタフェ港に向かう定期航路として、現役で活躍中